# Eois ops
Eois ops là một loài bướm đêm trong họ Geometridae.